# Lorentz Creutz
Lorentz Creutz, né en 1615 à Dorpat et mort le 11 juin 1676 à la bataille d'Öland, est un administrateur et amiral suédois.

## Biographie
Il fait une brillante carrière d'administrateur à l'office suédois des Mines. Il est anobli au titre de baron en 1654, devient conseiller d'État en 1660 et amiral en 1675. Malgré son inexpérience dans le domaine naval, il est nommé à la tête de la flotte suédoise et meurt dans l'explosion de son navire, le Kronan, lors de la bataille d'Öland en 1676.
Marié en 1639 à la baronne Elsa Duwall (1620-1675), trois fils lui survécurent.